# 출발, 기동취재반
《출발, 기동취재반》은 대한민국의 KBS에 방송됐던 아침 교양 프로그램이다.

## 기획 의도
밝고 건전하게 사는 인간들의 삶의 현장을 찾아보고 스포츠화제, 생산적이고 집념으로 이어진 보통 사람들의 인생을 미니 다큐멘터리로 엮고, 뉴스 및 화제를 재구성하여 알려지지 않은 부분까지 소상하게 취재, 방송

## 방송 시간
| 방송 채널 | 방송 기간                         | 방송 시간                      |
| --------- | --------------------------------- | ------------------------------ |
| KBS 2TV   | 1984년 4월 2일 ~ 1984년 10월 27일 | 월요일 ~ 토요일 아침 7시 ~ 8시 |

## 역대 진행자
- 황인용

## 패널
- 김승규
- 이성미
- 김학래

## 같이 보기
- 7시/8시 명랑열차 (후속작)
- 아침 정보 프로그램